# Liubov Nikulina-Kositskaya
Lyubov Nikulina-Kositskaya (Nizhny Nóvgorod, Rusia, 27 de agosto de 1827-Moscú, 17 de septiembre de 1868) fue una actriz de teatro rusa, especialmente conocida por sus actuaciones de obras de Alexander Ostrovsky en el teatro Maly de Moscú.

## Carrera artística
Debutó en el teatro Maly en 1847 y tuvo inmediatamente un gran éxito. En su primera temporada actuó en Parasha la siberiana de Nikolai Polevoy, en Intriga y Amor de Friedrich Schiller, Hamlet de William Shakespeare y en La hija de Carlos el Bravo de Vladimir Zotov.